# Rhacophorus indonesiensis
Espèce
Rhacophorus indonesiensis est une espèce d'amphibiens de la famille des Rhacophoridae.

## Répartition
Cette espèce est endémique de l'île de Sumatra en Indonésie.

## Étymologie
Son nom d'espèce, composé de indonesi et du suffixe latin -ensis, « qui vit dans, qui habite », lui a été donné en référence au lieu de sa découverte, l'Indonésie.

## Publication originale
- Hamidy & Kurniati, 2015 : A new species of tree frog genus Rhacophorus from Sumatra, Indonesia (Amphibia, Anura). Zootaxa, no 3947, p. 49–66.